# Yamakasi: Sedm samurajů 21. století
Yamakasi: Sedm samurajů 21. století (francouzsky Yamakasi – Les samouraïs des temps modernes, tj. Yamakasi – samurajové moderní doby) je francouzský film producenta Luca Bessona o parkouru z roku 2001. V roce 2004 bylo natočeno pokračování pod názvem Yamakasi 2 – Velká výzva.

## Děj
Skupina sedmi lidí (Sitting Bull, Zikmu, Rocket, Lasička, Spider, Tango a Baseball) se snaží zachránit malého kluka, který trpí srdeční vadou a shánějí pro něj 400 000 franků na transplantaci srdce. Peníze uloupí boháčům pracujícím ve společnosti provádějící transplantace.